# První divize 1932/1933
Soutěžní ročník Prima Divisione 1932/1933 byl 5. ročník třetí nejvyšší italské fotbalové ligy. Konal se od 2. října 1932 do 25. června 1933. Postup do druhé ligy si vybojovaly kluby Perugia, Foggia a VP Viareggio.
Kluby z nejvyšší ligy měly povinnost registrovat své B-týmy do soutěže a tak bylo rozhodnuto že se soutěže zúčastní 121 klubů, které budou rozděleny do devíti skupin, ze kterých vždy vítěz postoupil do finále o postup do 2. ligy. Postupu se nemohlo zúčastnit B-týmy.
Z minulé sezony díky rozšíření soutěže na 121 klubů, nesestoupilo: Russi, Trevigliese, Abbiategrasso, Pontedecimo, Angri a Stabiese. Kluby Mirandolese, Rivarolese a Littorio Vomero se odhlásilo, Faenza se rozpadla a Emilio Bianchi se sloučil s Anconitanou a změnil si název na Anconitana-Bianchi.
Postupující z Druhé divize (4. liga) byly Soresinese, Falck, Pinerolo, Cantú, Trento, Pordenone, Vado, Casteggio, FRAGD, Portuense, Molinella, Pescara, Angelo Belloni, Signe, Fano, Civitavecchia, Sambenedettese, Aquila, Pontedera, Cantieri Tosi, Juventus Trapani, Acireale, Nissena, Agrigento a všechny B-týmy. Ze Serie B (2. liga) byly Udinese, Lecce a Parma.
V základní části se 121 klubů rozdělilo do devíti skupin a do finálových tří skupin postoupilo vždy první klub ze své skupiny. Vítěz své finálové skupiny postoupil do Serie B. Sestupující se staly kluby, které se umístili na posledním dvou místech své skupiny. Nakonec jen sestoupilo Abbiategrasso, Codogno, Galliatese, Mestrina, Casteggio, Fiorenzuola, Angri a Agrigento. Zbylé kluby které měly sestoupit byly opět díky reorganizaci soutěží ponechány v lize. Kluby Pro Patria B a Bari B sestoupili také, protože A-týmy sestoupili do druhé ligy.

## Skupina Nord (Sever)

### Základní část
| Skupina A | Skupina A          | Skupina A | Skupina B | Skupina B    | Skupina B | Skupina C | Skupina C         | Skupina C |
| Pořadí    | Klub               | Body      | Pořadí    | Klub         | Body      | Pořadí    | Klub              | Body      |
| 1.        | Pavia              | 31        | 1.        | Milán B      | 33        | 1.        | Vicenza           | 38        |
| 2.        | Pro Vercelli B     | 30        | 2.        | Turín B      | 32        | 2.        | Treviso           | 33        |
| 3.        | Lecco              | 27        | 3.        | Seregno      | 31        | 3.        | Pro Gorizia       | 32        |
| 4.        | Soresinese         | 25        | 4.        | Cantú        | 28        | 4.        | Fiumana           | 28        |
| 5.        | Juventus B         | 23        | 5.        | Pro Lissone  | 25        | 5.        | Rovigo            | 27        |
| 6.        | Monza              | 22        | 6.        | Pro Patria B | 24        | 6.        | Udinese           | 27        |
| 7.        | Gallaratese        | 20        | 7.        | Saronno      | 23        | 7.        | Triestina B       | 25        |
| 8.        | Varese             | 20        | 8.        | Vis Nova     | 23        | 8.        | Padova B          | 20        |
| 9.        | Ambrosiana-Inter B | 19        | 9.        | Crema        | 20        | 9.        | Trento            | 20        |
| 10.       | Intra              | 18        | 10.       | Biellese     | 20        | 10.       | Ponziana (-1 bod) | 18        |
| 11.       | Pinerolo           | 16        | 11.       | Clarense     | 20        | 11.       | Thiene            | 16        |
| 12.       | Falck              | 13        | 12.       | Trevigliese  | 17        | 12.       | Schio             | 16        |
| 13.       | Codogno            | 0*        | 13.       | Fanfulla     | 16        | 13.       | Pordenone         | 11        |
| 14.       | Abbiategrasso      | 0*        | 14.       | Galliatese   | 0*        | 14.       | Mestrina          | 0*        |

Poznámky
- za výhru 2 body, za remízu 1 bod, za prohru 0 bodů.
- při rovnosti bodů rozhodovalo skóre.
- kluby B-týmů nemohly postoupit.
- klub Pro Patria B musel sestoupit, protože A-tým sestoupil do Serie B.
- kluby Abbiategrasso, Codogno, Galliatese a Mestrina odstoupily ze soutěže během sezony.
- kluby Fanfulla a Pordenone zůstaly díky administrativě v soutěži.

| Skupina D | Skupina D       | Skupina D | Skupina E | Skupina E         | Skupina E | Skupina F | Skupina F      | Skupina F |
| Pořadí    | Klub            | Body      | Pořadí    | Klub              | Body      | Pořadí    | Klub           | Body      |
| 1.        | Derthona        | 36        | 1.        | SPAL              | 34        | 1.        | VP Viareggio   | 36        |
| 2.        | Alessandria B   | 35        | 2.        | Reggiana          | 30        | 2.        | Lucchese       | 36        |
| 3.        | Savona          | 35        | 3.        | Parma             | 30        | 3.        | Montevarchi    | 35        |
| 4.        | Janov B         | 34        | 4.        | Portuense         | 28        | 4.        | Prato          | 35        |
| 5.        | Andrea Doria    | 29        | 5.        | Boloňa B          | 27        | 5.        | Fiorentina B   | 34        |
| 6.        | Imperia         | 27        | 6.        | Carpi             | 26        | 6.        | Robur          | 29        |
| 7.        | Sestrese        | 27        | 7.        | Forli             | 24        | 7.        | Carrarese      | 24        |
| 8.        | Ventimiglia     | 25        | 8.        | Piacenza (-1 bod) | 21        | 8.        | Grosseto       | 22        |
| 9.        | Vogherese       | 23        | 9.        | Russi             | 21        | 9.        | Empoli         | 22        |
| 10.       | Rapallo Ruentes | 22        | 10.       | Mantova           | 19        | 10.       | Sempre Avanti  | 22        |
| 11.       | Vado            | 20        | 11.       | Ravenna           | 19        | 11.       | Arezzo         | 21        |
| 12.       | Casale B        | 20        | 12.       | FRAGD             | 17        | 12.       | Le Signe       | 20        |
| 13.       | Casteggio       | 20        | 13.       | Molinella         | 15        | 13.       | Pisa           | 16        |
| 14.       | Pontedecimo     | 11        | 14.       | Fiorenzuola       | 0*        | 14.       | Angelo Belloni | 12        |

Poznámky
- za výhru 2 body, za remízu 1 bod, za prohru 0 bodů.
- při rovnosti bodů rozhodovalo skóre.
- klub VP Viareggio vyhrál dodatečné utkání o 1. místo s Lucchese 2:1.
- klub Casteggio sestoupilo po neúspěšných zápasech v play out s Casale B a Vado.
- klub Fiorenzuola odstoupil ze soutěže během sezony.
- kluby Pontedecimo, Molinella, Pisa a Angelo Belloni zůstaly díky administrativě v soutěži.

| Skupina G | Skupina G          | Skupina G | Skupina H | Skupina H     | Skupina H | Skupina I | Skupina I        | Skupina I |
| Pořadí    | Klub               | Body      | Pořadí    | Klub          | Body      | Pořadí    | Klub             | Body      |
| 1.        | Perugia            | 40        | 1.        | Foggia        | 32        | 1.        | Catanzarese      | 31        |
| 2.        | Foligno            | 37        | 2.        | Taranto       | 29        | 2.        | Siracusa         | 31        |
| 3.        | Řím B              | 35        | 3.        | Savoia        | 27        | 3.        | Cosenza          | 24        |
| 4.        | Fano               | 30        | 4.        | Salernitana   | 25        | 4.        | Catania          | 22        |
| 5.        | Aquila             | 28        | 5.        | Neapol B      | 24        | 5.        | Reggina          | 22        |
| 6.        | Ascoli             | 27        | 6.        | Bagnolese     | 19        | 6.        | Juventus Trapani | 22        |
| 7.        | Terni              | 26        | 7.        | Molfetta      | 19        | 7.        | Acireale         | 19        |
| 8.        | Anconitana-Bianchi | 26        | 8.        | Bari B        | 16        | 8.        | Palermo B        | 15        |
| 9.        | Lazio B            | 22        | 9.        | Gladiator     | 13        | 9.        | Nissena          | 15        |
| 10.       | Pescara            | 22        | 10.       | Stabiese      | 10        | 10.       | Agrigento        | 12        |
| 11.       | Sambenedettese     | 22        | 11.       | Cantieri Tosi | 6         | 11.       | Peloro           | 6         |
| 12.       | Pontedera          | 17        | 12.       | Angri         | 0*        |           |                  |           |
| 13.       | Torres             | 16        |           |               |           |           |                  |           |
| 14.       | Civitavecchia      | 16        |           |               |           |           |                  |           |

Poznámky
- za výhru 2 body, za remízu 1 bod, za prohru 0 bodů.
- při rovnosti bodů rozhodovalo skóre.
- klub Catanzarese vyhrál dodatečné utkání o 1. místo se Siracusou 1:0.
- klub Bari B musel sestoupit, protože A-tým sestoupil do Serie B.
- klub Angri odstoupil ze soutěže během sezony.
- kluby Torres, Civitavecchia, Cantieri Tosi a Peloro zůstaly díky administrativě v soutěži.

|  | Postup do finálové skupiny |
|  | Sestup do 4. ligy          |

### Finálová skupina
| Skupina A | Skupina A   | Skupina A | Skupina B | Skupina B | Skupina B | Skupina C | Skupina C    | Skupina C |
| Pořadí    | Klub        | Body      | Pořadí    | Klub      | Body      | Pořadí    | Klub         | Body      |
| 1.        | Perugia     | 3         | 1.        | Foggia    | 5         | 1.        | VP Viareggio | 5         |
| 2.        | Catanzarese | 1         | 2.        | SPAL      | 4         | 2.        | Vicenza      | 4         |
| 3.        | Seregno     | 0*        | 3.        | Pavia     | 3         | 3.        | Derthona     | 3         |

Poznámky
- za výhru 2 body, za remízu 1 bod, za prohru 0 bodů.
- při rovnosti bodů rozhodovalo skóre.
- klub Seregno odstoupil před zahájení.

|  | Postup do 2. ligy |